# Joachim Pastorius
Joachim Pastorius de Hirtenberg inne formy nazwiska: Joachim Hirthenius, Joachim ab Hirtenberg, Joachim ab Hirtemberg, Joachimus Pastorius, (ur. 20 września 1611 w Głogowie, zm. 26 grudnia 1681 we Fromborku) – polski nadworny historyk królów Polski Władysława IV i Jana Kazimierza, pisarz, lekarz, członek wspólnoty braci polskich, a następnie duchowny katolicki, kanonik warmiński, sekretarz królewski, protonotariusz apostolski, historiograf i poeta, sekretarz poselstwa polskiego w czasie negocjacji pokojowych w Oliwie.

## Życiorys
Był synem kaznodziei ewangelickiego. Początkowo zajmował się wychowaniem synów polskiej szlachty wyznania kalwińskiego i braci polskich. Studiował w zachodniej Europie, głównie medycynę, utrzymując się jako guwerner młodych Polaków z rodzin protestanckich. Pod wpływem Marcina Ruara, z którym podróżował do Holandii, został unitarianinem (1632). Drugą podróż poza granice Polski odbył w 1636 r., jako wychowawca Piotra Sieniuty. Przebywał początkowo w Lejdzie, później (1638) w Orleanie, Londynie i Oksfordzie, by w 1639 r. zawitać do Paryża. Wówczas to zbliżył się do H. Grotiusa i do wybitnych osobistości francuskich. W 1641 r. wydał w Lejdzie Florus polonicus seu polonicae historiae epitome nova, podręcznik do historii Polski, zalecany jeszcze przez Stanisława Konarskiego w szkołach pijarskich w XVIII wieku. Po powrocie do kraju osiadł na Wołyniu, jako lekarz przyboczny rodziny Sieniutów, biorąc czynny udział w życiu religijnym braci polskich. Brał udział w wielu misjach dyplomatycznych, nobilitowany za zasługi przez cesarza Ferdynanda III. Po wybuchu powstania Chmielnickiego wyjechał do Gdańska. Ożenił się z córką zamożnego kupca z Poznania. 
W latach 1652–1654 r. był dyrektorem Gimnazjum Akademickiego w Elblągu, wkrótce też rada miejska mianowała go lekarzem tego miasta. Od 1655 do 1667 wykładał historię w Gimnazjum Akademickim w Gdańsku. Przejściowo nosił tytuł brandenburskiego nadwornego historiografa. Uczestniczył w układach pokojowych w Oliwie (maj 1660). Był nadwornym historiografem na dworze Jana Kazimierza, który uczynił go także sekretarzem królewskim i nadał mu polski indygenat (1662). Kilkakrotnie zmieniał wyznanie – początkowo był ewangelikiem, potem socynianinem (bracia polscy), kalwinem, powrócił na pewien czas do wyznania luterańskiego, wreszcie w 1658 r., po śmierci żony przeszedł na katolicyzm i w 1675 r. przyjął święcenia kapłańskie. Dzięki poparciu dworu królewskiego uzyskał szereg godności duchownych. Był proboszczem kaplicy królewskiej w Gdańsku, prepozytorem u św. Wojciecha, a od 1678 r. sprawował urząd generalnego oficjała i wikariuszem generalnym na Pomorze Gdańskie. Wkrótce otrzymał godność protonotariusza apostolskiego oraz kanonika kapitulnego chełmińskiego, warszawskiego i wrocławskiego.
Zmarł 26 grudnia 1681 r. Pochowany został w katedrze we Fromborku. Dla uczczenia jego pamięci jednej z ulic w gdańskiej dzielnicy Przeróbka nadano nazwę Joachima Pastoriusza.

## Twórczość
Łącznie ze wspomnianym podręcznikiem pozostawił po sobie przeszło 250 różnorodnych publikacji.

### Ważniejsze dzieła
Najważniejsze pośród nich to:
- Florus polonicus seu polonicae historiae epitome nova, Lejda 1641, drukarnia F. Heger, wyd. następne: Lejda 1642; Gdańsk (1651?); Amsterdam 1664; Gdańsk-Frankfurt 1679 (łącznie z wierszem łacińskim Aegis Palladia...) – pierwszy szkolny podręcznik do nauki historii Polski[2]
- Bellum scythico cosacicum, seu de coniuratione Tartarorum, Cosacorum ey plebis Russicae contra Regnum Poloniae (historia powstania Chmielnickiego), Gdańsk 1652, drukarnia J. Förster, wyd. następne: powiększone pt. Historiae Polonae pars prior, Gdańsk 1680; pt. Historiae Polonae plenioris partes duae, Gdańsk 1685; pt. ... Pars posterior, Gdańsk 1685
- Palestra mobilium seu Consilium de generosorum adolescentum educatione... conscriptum, Elbląg 1654, drukarnia A. Corellius, wyd. następne: Frankfurt n. Menem 1678
- Aegis Palladia..., Gdańsk 1676, drukarnia S. Reiniger, wyd. następne: Toruń (?); w dziele Florus polonicus..., Gdańsk-Frankfurt 1679, s. 823-851, (wiersz łaciński na cześć Jana III Sobieskiego)
- Historiae Polonae pars prior de Vladislai IV Regis extremis, secutoq; inde interregno, et Joannis Casimiri Electione ac Coronatione (1680)
- Wiersze łacińskie w zbiorze: J. T. Trembecki Wirydarz poetycki, t. 1, wyd. A. Brückner, Lwów 1910, s. 262-273
- De dignitate historiae
- Liczne dzieła znajdowały się w rękopisach: Biblioteka Publiczna w Petersburgu, sygn. Lat. Q. XVII, 84 (por. J. Korzeniowski „Zapiski z rękopisów Cesarskiej Biblioteki Publicznej w Petersburgu i innych bibliotek petersburskich”, Archiwum do Dziejów Literatury i Oświaty w Polsce, t. 11, 1910, nr 246); Archiwum Kapitulnego we Fromborku nr 18; w British Museum Sloane 1381 k. 46-62; zob. także Estreicher XXIV, 119-120.

### Listy i materiały
- Listy do: Vechnera, napisany w końcu października 1634; Jana Husvedela, dat. z Lubeki 24 grudnia 1634(?); Arnolda Backhusiusa, dat. z Gröningen 13 lutego 1636; ogł. J. Domański, L. Szczucki „Miscellanea arianica”, Archiwum Historii Filozofii i Myśli Społecznej, t. 6 (1960); rękopis Biblioteka Ukraińskiej AN, Lwów nr I 5995
- Listy z lat 1658–1660, 1670 i 1672, rękopisy znajdowały się w Bibliotece Publicznej w Petersburgu, sygn. Lat. Q. XVII, 84.
- Annotatio circa statum suum Joachimi Pastorii cantoris canonici varmiensis circa annum 1680 (autobiografia), wyd. A. Birsch-Hirschfeld „Autobiografia J. Pastoriusa”, Reformacja w Polsce 1937/1939, s. 473-477
- Testament, dat. 10 listopada 1681, rękopis znajdował się w Archiwum Kapitulnym we Fromborku, nr 14